# Norman Paraisy
 (avril 2025).
 (octobre 2015).
 (octobre 2019).
Norman Paraisy, né le 7 janvier 1986 à Paris, est un pratiquant français d'arts martiaux mixtes (MMA).

## Biographie

### Enfance et jeunesse
Norman est né à Paris le 7 janvier 1986, il est d'origine polonaise et haïtienne. Il a grandi dans le quartier populaire de Strasbourg-Saint-Denis (Paris 10).

### Débuts
Après s'être essayé à différents sports tels que le hand, la boxe française (vice-champion de Paris), le foot (au Red Star Football Club) et l'athlétisme, il découvrit à 16 ans le jiu-jitsu brésilien par l'intermédiaire du grand frère d'un ami.
Après deux semaines d'entraînement il fit son premier combat amateur de MMA contre Xavier Foupa-Pokam, combat qu'il perdit par clef de bras au 2e round.
Dès lors, il partagera son temps entre les entraînements et ses études.
Il dispute alors cinq autres combats amateurs, tous gagnés avant la limite, et obtient à 19 ans un bac ES.
C'est en 2006 qu'il fit la rencontre, à Ivry-sur-Seine, de Jucao, combattant brésilien réputé de MMA, jiu-jitsu, et membre de la célèbre Brazilian Top Team.
Ce dernier le prit sous son aile et lui permit de faire son premier combat pro à 20 ans, au Minotauro Fight organisé au Brésil, à Salvador de Bahia par Antônio Rodrigo Nogueira. Il remporta son premier combat pro au 1er round par étranglement contre le vétéran du 1er UFC au Brésil Paulo Santos.

## Parcours sportif
Six mois plus tard, à la suite de cette victoire, Norman se vit proposer à son retour en France de représenter une délégation française au M-1 MFC - Mix-Fight pour combattre des membres de la Red Devil (équipe de MMA russe) dans le cadre d'un gala organisé pour le 30e anniversaire de Fedor. 2 des 5 Français engagés sortirent vainqueurs ce soir-là. Norman opposé à Rustam Kuraev s'imposa à la décision après un combat très disputé.
Un mois plus tard il combattra dans la banlieue de Londres lors de l'Intense Fighting, événement sponsorisé par le Cage Rage. Il remportera ce combat par soumission au 1er round face au Lituanien Edgar Pilrimis.
À la suite de plusieurs combats annulés, Norman ne remontera dans une cage qu'en juillet 2007 à Doncaster Royaume-Uni dans le cadre de l’Ultimate Force France vs UK intitulé Battle of Waterloo.
Pendant cette période il s'essaya aux compétitions de grappling et remporta la Hot Blood Cup 2007 en catégorie moins de 86 kg en battant en finale Mohamed Raberi ancien champion du monde de jiu jitsu brésilien.
Il affrontera au pied levé le vétéran Dave Radfort de plus de 10 ans son aîné, combat remporté par étranglement à la fin du premier round.
En octobre 2007 il participera au tournoi Grappler of the Year, lors duquel il battit aux points Boris Jompstong, vétéran du Jungle Fight, avant de s'incliner en demi-finale face à Nicholas Gregoriades.
Il remportera le match pour la 3e place face à Zakaria Arab.
En février 2008 il s'envole pour le Cage Force au Japon, lors duquel il sera opposé à Hiroki Ozaki. Après avoir gagné le 1er round, il vit le combat arrêté lors du 2e round, à la suite d'une erreur d'arbitrage, le combat fut déclaré no-contest.

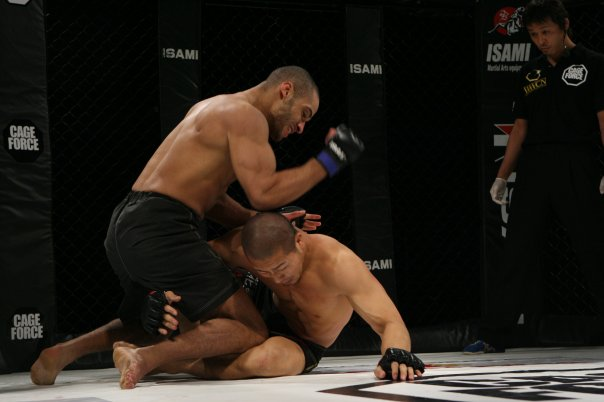
Cage Force japon

Il affrontera en grappling le 11 avril 2008 à Paris lors de l'ASF 3, Antony Rode qu'il battit aux points à la suite d'un match très serré.
Encouragé par Jucao il quittera Paris pour Miami afin de rejoindre l'American Top Team.
Là-bas Ricardo Liborio le prit sous son aile et l'aida à obtenir un visa d'athlète.
Parti à la base pour un mois afin de préparer la revanche face à Hozaki promise par les promoteurs mais qui finalement n'eut jamais lieu, il restera finalement deux ans en Floride.
Cinq mois après son arrivée, il fut sélectionné pour représenter l'équipe Monde lors du tournoi du M1 Challenge. Il affronta à Séoul, en Corée, le champion du Deep à 76 kg Hidehiko Hasegawa. Après avoir perdu 9 kg, Norman remporta ce combat à la décision unanime.
Alors invaincu avec six victoires consécutives à seulement 22 ans dans des événements d'envergure internationale et membre de l'American Top Team.
Il s'envolera pour Atlanta où grâce à l'aide de Jucao il donne pendant plusieurs mois des cours de grappling.

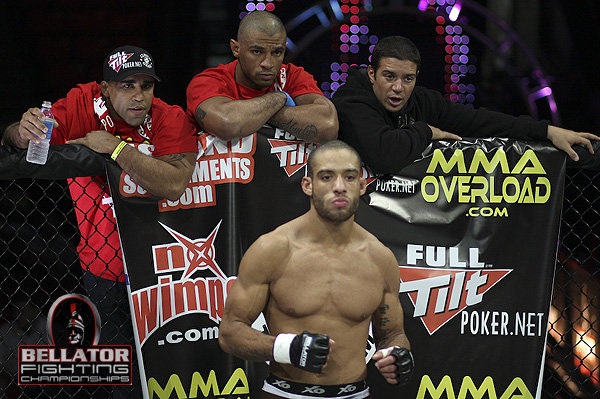
Bellator

À ce tournant de sa carrière Norman a néanmoins choisi de mettre en parenthèses ses rêves d'UFC pour signer en février 2009 avec le Bellator.
Il sera opposé au premier tour au favori Dave Menne.
Après avoir largement dominé le combat pendant 13 minutes, Norman perdit à une minute de la fin par étranglement.
Malgré cette première défaite de sa carrière, Norman décida également de délaisser la catégorie des 77 kg qui lui imposait des régimes épuisants pour celle des 84 kg.
De passage par Paris, il prend part au Grappleur VIP, auquel participait également le champion de l'ADCC Braulio Estima.
Au premier round, il battit nettement Antony Rode avant de s'incliner par décision face au champion d'Europe de Jui Jitsu Bresilien Samuel Monin.
Bien décidé à continuer sa carrière, Norman, alors âgé de 23 ans, fut encouragé par son manager à se présenter à Las Vegas aux auditions de The Ultimate Fighter (TUF).
Il fut retenu et devint le premier Français à participer à ce programme.

### Retour

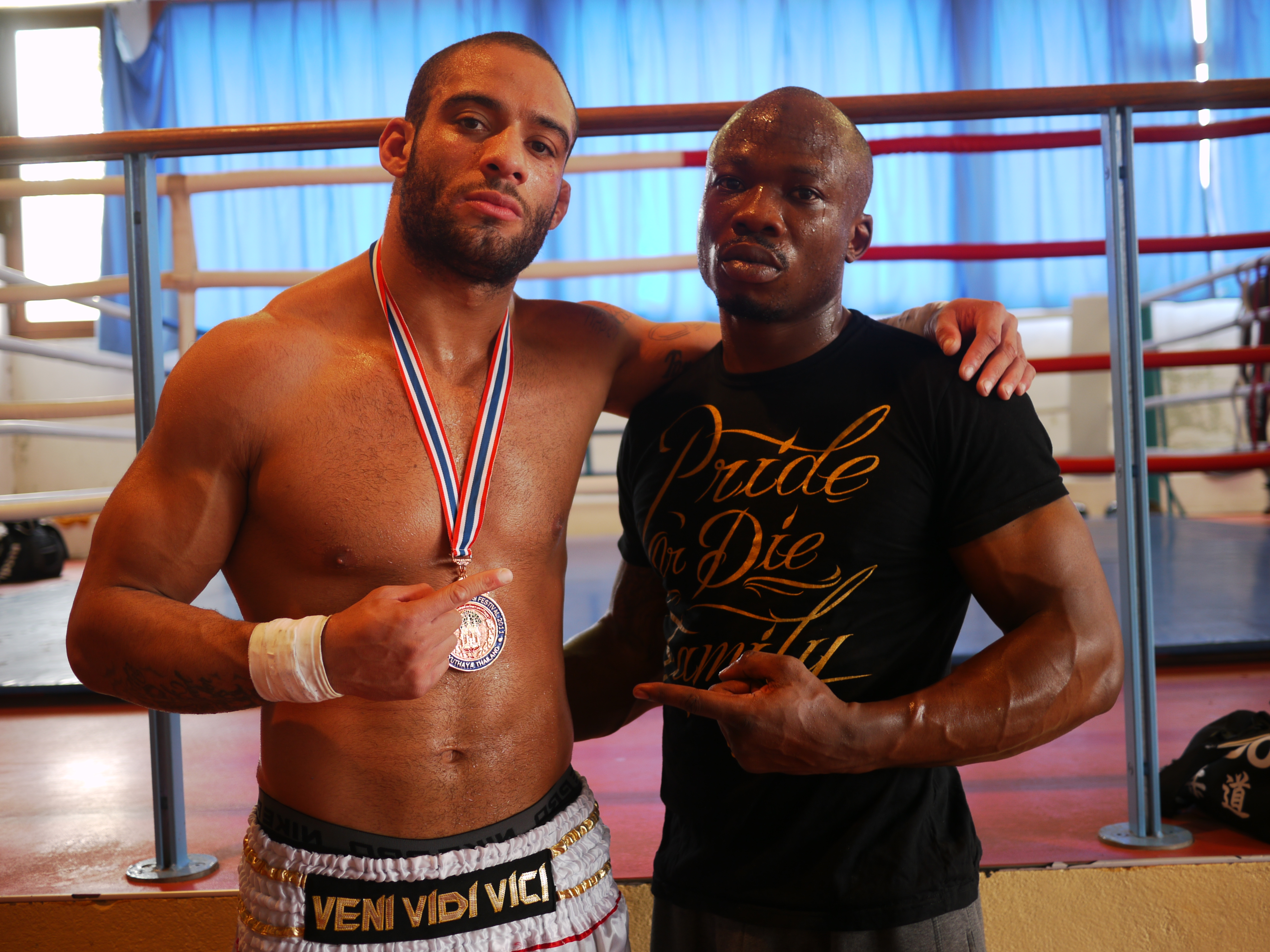
Fighterinthewind

Après quelques mois de repos, il reprend le chemin des tapis en mai 2010 au VIC 3, remportant trois combats, notamment sur Loïc Pora, pionnier français du MMA, et sur le brésilien Jackson Paulo, avant de s'incliner lors d'un match qui dura 37 minutes en raison de deux prolongations et d'une mort subite, face au champion d'Europe de JJB ceinture noire Samuel Monin.
En mai 2011, Norman réintégra son ancienne équipe l'ABS à Athis-Mons (Essonne) sous l'égide d'Achille son mentor, qui a aussi été son entraîneur de boxe et de MMA avant son départ pour les États-Unis.
Sous son influence, il reprend confiance. Ces efforts se traduisent par deux victoires en 1 mois en MMA.
Norman déclara alors: "Sans Achille, je pense que j'aurais tiré un trait sur le MMA"".
À la suite de ces deux rencontres, il souffrit de deux blessures graves (rupture du ligament scafo-lunaire; arthroscopie du coude) et fut opéré à Paris le jour de son 25e anniversaire.
Pendant sa convalescence, son entraîneur Achille lui fait travailler ses attaques de jambes et genoux.
Le Muay Thai devient alors son nouveau challenge.
Il est d'ailleurs sélectionné en mars 2011 par Pascal Mathieu pour faire partie de l'équipe de France de Muay Thaï ors des championnats du monde WMF à Bangkok.
Il en reviendra avec une médaille de bronze après s'être incliné en demi-finale  (décision partagée des juges) face au champion d'Europe ISKA Grant Howe.
Grant ne disputera pas la finale, souffrant d'un tympan percé par un crochet à la suite de son combat contre Paraisy.
En avril 2011 il remporte la ceinture du FMC à Montpellier face à Guillaume Piquet, multiple médaillé international en Jiu Jitsu Brésilien et Grappling, 15 jours après il affronte pour la ceinture du SHC à Genève le vétéran Italien Michele Verginelli pour un combat qui se soldera par un match nul litigieux.
Norman s'envole 20 jours plus tard pour le Brésil où il affrontera l'ancien numéro 1 mondial des -84 kg Paulo Filho, vétéran du Pride et ancien champion du WEC. Il remporte la victoire après un combat épique de 15 minutes.
Il fait ses premiers pas au Cage Warriors en juillet de la même année contre le poster boy local, Jack Mason, qu'il mettra KO dans la 3e reprise sur un coup de genou sauté.

## Retour au Bellator
Norman prend part au sixième tournoi middleweight du Bellator, au mois de mars 2012 en Louisiane. Il rencontre en quart de finale le futur champion du tournoi et vétéran de l'UFC, Maiquel Falcao qui s'impose à la décision.
Lors du Bellator 89 près d'un an plus tard, il prend part à la huitième édition du tournoi des -84, où il affronte le finaliste du tournoi, l'américain Brett Cooper, combat qu'il perd également par décision.

## 2013-2015
Il reprend le chemin des rings du Pancrace français lors de la 5e édition du PFC à Marseille. Il battra par TKO en moins de 3 minutes l'espagnol Manuel Garcia, qui compte près de 50 combats à son palmarès, pour s'emparer du titre middleweight de l'organisation.
Norman retourne au Cage Warriors pour affronter l'ancien détenteur de la ceinture des -84 kg Chris Fields, combat déclaré match nul à la suite d'une pénalité discutable reçue dans la première reprise.
Un mois plus tard, le Cage Warriors le rappelle pour affronter Leeroy Barnes, spécialiste de la guillotine, qui s'inclinera à la décision unanime face au français.
Le SHC recontacte Norman pour combattre pour la ceinture vacante de l'organisation face à son compatriote Boubacar Baldé. Malgré un nez fracturé 7 jours avant l'affrontement, Norman se tiendra à sa stratégie et remportera la victoire et la ceinture.
En mars 2014 il se rend en Jordanie pour affronter l'Ecossais Allan "No" Love lors du Cage Warriors Fight Night. Il remporte la 14e victoire de sa carrière dans un combat où il fit montre d'une boxe de haut niveau, résultat du travail avec son nouvel entraineur de boxe Hannibal et de ses entrainements avec ses sparrings partners, Fayçal Hucin et Christian "Tonton" M'Pumbu, ancien champion du Bellator.
En juin 2014 Norman affronte Jack Hermansson pour la ceinture du Cage Warriors, mais devra s'incliner dans la 4e reprise d'un combat épique.
En 2015, Norman part s'installer à Los Angeles et s'entraîne à la célèbre Black House, où il aide Anderson Silva pour la préparation de son combat contre Nick Diaz, il est également le sparring partner de Lyoto Machida.

### Palmarès & Titres
Grappling: 
Champion de la HotBlood Cup (2006) - Champion de l'Absolute Submission Fighting (2007) - 2e place au Grappler Of The Year (2007) - 2e place International Vivacite Championship (2010)  
Muay Thaï: 
Médaille de bronze Championnat du monde de Muay Thai WMF à Bangkok -86 kg, membre de l'équipe de France (2011)  
MMA: 
22 combats, 15 victoires, 4 défaites, 2 nuls, 1 no-contest 
Champion -84 kg du Strength & Honor Championship (SHC) - Champion -84 kg du Fighting Marcou Challenge (FMC) - Champion -84 kg du Pancrace Fighting Championship (PFC) - Contender pour la ceinture des -84 kg du Cage Warriors Fighting Championship (CWFC)  